# L'Étreinte de la pieuvre

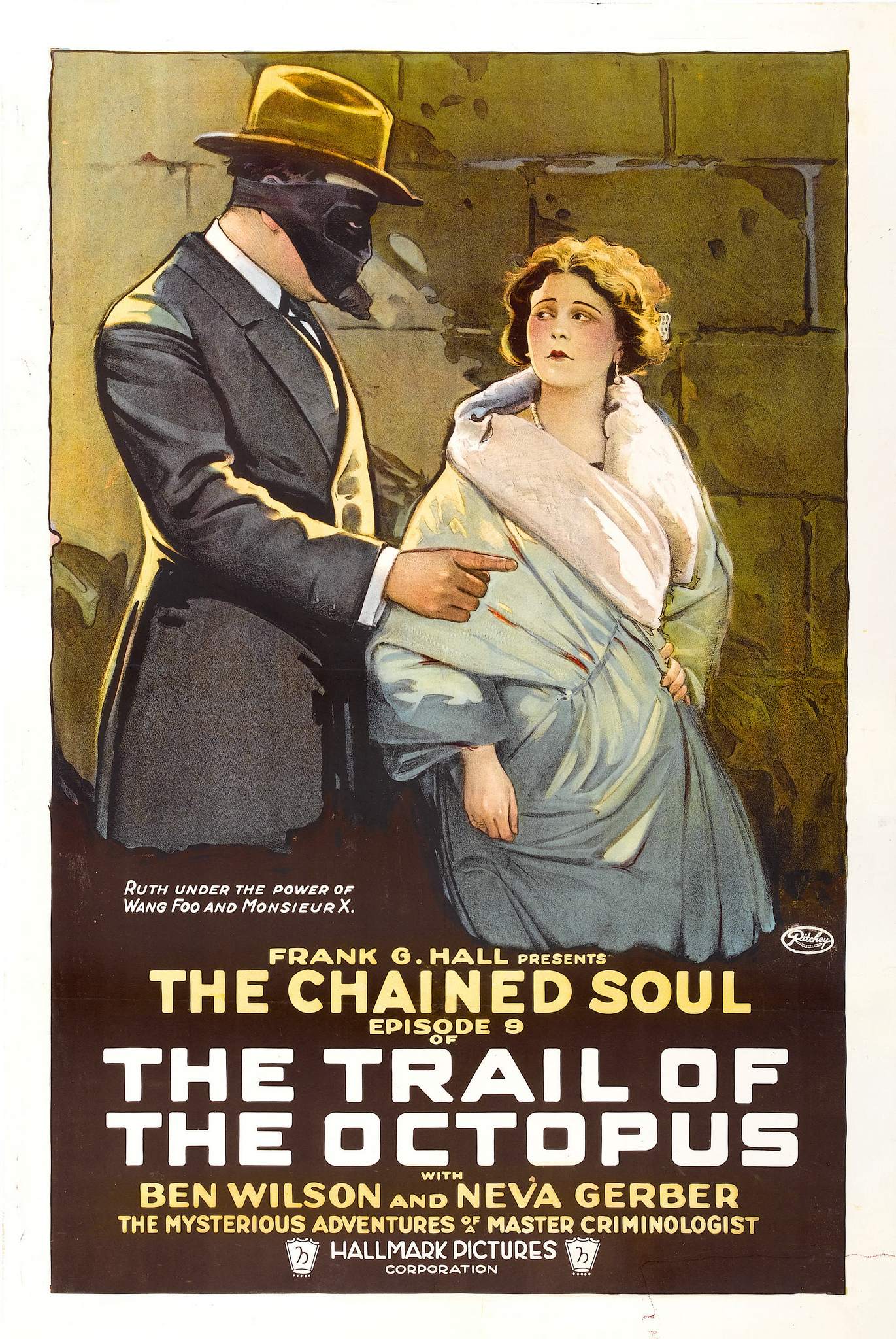
Affiche du 9e épisode du film

L'Étreinte de la pieuvre (Trail of the Octopus) est un film américain en épisodes réalisé par Duke Worne et sorti en 1919.
Bien que qualifié de « médiocre production à épisodes », André Breton assurait que c'est le film qui l'a le plus frappé.

## Fiche technique
- Titre original : Trail of the Octopus
- Réalisation : Duke Worne
- Scénario : J. Grubb Alexander (en)
- Production : Hallmark Pictures Corporation
- Durée : 300 minutes (15 épisodes - 31 bobines au total)
- Dates de sortie : 
  - États-Unis : octobre 1919
  - France : 1921

## Distribution
- Ben F. Wilson : Carter Holmes
- Neva Gerber : Ruth Stanhope
- William Dyer : Sandy MacNab
- Howard Crampton : Dr. Reid Stanhope
- William A. Carroll : Omar
- Marie Pavis : Mlle. Zora Rularde
- Al Ernest Garcia : Jan Al-Kasim, Wang Foo
- John George : Borno

## Liste des épisodes
1. The Devil's Trademark (3 bobines[2])
2. Purple Dagger
3. Face to Face
4. The Hand of Wang
5. The Eye of Satan
6. Behind the Mask
7. The Dance of Death
8. Satan's Soulmate
9. The Chained Soul
10. The Ape Man
11. The Red Death
12. The Poisoned Talon
13. The Phantom Mandarin
14. The House of Shadows
15. The Yellow Octopus